# Lijst van nummer 1-hits in de Vlaamse top 10 in 2022
Deze hits stonden in 2022 op nummer 1 in de Vlaamse top 30 van Ultratop.
| Datum        | Artiest                   | Titel                    |
| ------------ | ------------------------- | ------------------------ |
| 1 januari    | K3                        | Waterval                 |
| 8 januari    | K3                        | Waterval                 |
| 15 januari   | Metejoor                  | Ze meent het             |
| 22 januari   | Metejoor                  | Ze meent het             |
| 29 januari   | Metejoor                  | Ze meent het             |
| 5 februari   | Metejoor                  | Dit is wat mijn mama zei |
| 12 februari  | Metejoor                  | Dit is wat mijn mama zei |
| 19 februari  | Camille                   | Diamant                  |
| 26 februari  | Metejoor                  | Dit is wat mijn mama zei |
| 5 maart      | Metejoor                  | Dit is wat mijn mama zei |
| 12 maart     | Metejoor                  | Dit is wat mijn mama zei |
| 19 maart     | Metejoor                  | Dit is wat mijn mama zei |
| 26 maart     | Camille                   | Diamant                  |
| 2 april      | Metejoor                  | Dit is wat mijn mama zei |
| 9 april      | Metejoor                  | Dit is wat mijn mama zei |
| 16 april     | Metejoor                  | Dit is wat mijn mama zei |
| 23 april     | Metejoor                  | Dit is wat mijn mama zei |
| 30 april     | Metejoor                  | Dit is wat mijn mama zei |
| 7 mei        | Metejoor                  | Dit is wat mijn mama zei |
| 14 mei       | Metejoor                  | Dit is wat mijn mama zei |
| 21 mei       | Metejoor                  | Dit is wat mijn mama zei |
| 28 mei       | Metejoor                  | Dit is wat mijn mama zei |
| 4 juni       | Metejoor & Snelle         | Kijk ons nou             |
| 11 juni      | Pommelien Thijs           | Ongewoon                 |
| 18 juni      | Pommelien Thijs           | Ongewoon                 |
| 25 juni      | Pommelien Thijs           | Ongewoon                 |
| 2 juli       | Metejoor & Snelle         | Kijk ons nou             |
| 9 juli       | Pommelien Thijs           | Ongewoon                 |
| 16 juli      | Pommelien Thijs           | Ongewoon                 |
| 23 juli      | Pommelien Thijs           | Ongewoon                 |
| 30 juli      | Pommelien Thijs           | Ongewoon                 |
| 6 augustus   | Pommelien Thijs           | Ongewoon                 |
| 13 augustus  | Pommelien Thijs           | Ongewoon                 |
| 20 augustus  | Pommelien Thijs           | Ongewoon                 |
| 27 augustus  | Camille                   | Geen tranen meer over    |
| 3 september  | Camille                   | Geen tranen meer over    |
| 10 september | Camille                   | Geen tranen meer over    |
| 17 september | Pommelien Thijs           | Ongewoon                 |
| 24 september | Pommelien Thijs           | Wat een idee!?           |
| 1 oktober    | Pauline                   | Uit mijn hoofd           |
| 8 oktober    | Pommelien Thijs           | Wat een idee!?           |
| 15 oktober   | Pauline                   | Uit mijn hoofd           |
| 22 oktober   | Pommelien Thijs           | Wat een idee!?           |
| 29 oktober   | Pommelien Thijs           | Wat een idee!?           |
| 5 november   | Regi feat. Arno & Melanie | Als ik mezelf verlies    |
| 12 november  | Camille                   | In de regen              |
| 19 november  | Camille                   | In de regen              |
| 26 november  | Metejoor & Hannah Mae     | Wat wil je van mij       |
| 3 december   | Metejoor & Hannah Mae     | Wat wil je van mij       |
| 10 december  | Metejoor & Hannah Mae     | Wat wil je van mij       |
| 17 december  | Metejoor & Hannah Mae     | Wat wil je van mij       |
| 24 december  | Metejoor & Hannah Mae     | Wat wil je van mij       |
| 31 december  | Metejoor & Hannah Mae     | Wat wil je van mij       |

Lijsten van nummer 1-hits in de Radio 2 Top 30

1970 ·
1971 ·
1972 ·
1973 ·
1974 ·
1975 ·
1976 ·
1977 ·
1978 ·
1979 ·
1980 ·
1981 ·
1982 ·
1983 ·
1984 ·
1985 ·
1986 ·
1987 ·
1988 ·
1989 ·
1990 ·
1991 ·
1992 ·
1993 ·
1994 ·
1995 ·
1996 ·
1997 ·
1998 ·
1999 ·
2000 ·
2001 ·
2002 ·
2003 ·
2004 ·
2005 ·
2006 ·
2007 ·
2008 ·
2009 ·
2010 ·
2011 ·
2012 ·
2013 ·
2014 ·
2015 ·
2016 ·
2017 ·
2018 ·
2019 ·
2020 ·
2021 ·
2022 ·
2023 ·
2024 ·
2025
Lijsten van nummer 1-hits in de Ultratop 50 

1995 ·
1996 ·
1997 ·
1998 ·
1999 ·
2000 ·
2001 ·
2002 ·
2003 ·
2004 ·
2005 ·
2006 ·
2007 ·
2008 ·
2009 ·
2010 ·
2011 ·
2012 ·
2013 ·
2014 ·
2015 ·
2016 ·
2017 ·
2018 ·
2019 ·
2020 ·
2021 ·
2022 ·
2023 ·
2024 ·
2025
Lijsten van nummer 1-hits in de Vlaamse top 50

2001 ·
2002 ·
2003 ·
2004 ·
2005 ·
2006 ·
2007 ·
2008 ·
2009 ·
2010 ·
2011 ·
2012 ·
2013 ·
2014 ·
2015 ·
2016 ·
2017 ·
2018 ·
2019 ·
2020 ·
2021 ·
2022 ·
2023 ·
2024 ·
2025
- Nederland (Top 40)
- Nederland (Single Top 100)
- Nederland (538 Top 50)
- Nederland (3FM Mega Top 30)
- Nederland (Outlaw 41)
- Nederland (Verrukkelijke 15)
- Nederland (Graadmeter)
- Vlaanderen (Radio 2 Top 30)
- Vlaanderen (Ultratop 50)
- Vlaanderen (Top 30 van Ultratop)
- Polen
- Verenigde Staten (Hot 100)